# Liste der Baudenkmäler in Aachen-Brand
Die Liste der Baudenkmäler in Aachen-Brand enthält die denkmalgeschützten Bauwerke auf dem Gebiet des Stadtbezirks Aachen-Brand in Nordrhein-Westfalen (Stand: 27. September 2016). Diese Baudenkmäler sind in der Denkmalliste der Stadt Aachen eingetragen; Grundlage für die Aufnahme ist das Denkmalschutzgesetz Nordrhein-Westfalen (DSchG NRW).

## Denkmäler
Diese Teilliste der Liste der Baudenkmäler in Aachen umfasst alphabetisch nach Straßennamen sortiert die Baudenkmäler auf dem Gebiet der 1972 nach Aachen eingemeindeten Gemeinde Brand, heute Aachener Gemarkung und Stadtbezirk Brand.
| Bild                            | Bezeichnung                     | Lage                                                | Beschreibung | Bauzeit                     | Eingetragen seit | Denkmal- nummer |
| ------------------------------- | ------------------------------- | --------------------------------------------------- | --- | --------------------------- | ---------------- | --------------- |
| Wohnhäuser                      | Wohnhäuser                      | Am Rollefer Berg 7, 7a Karte                        | Bruchsteinhaus mit Backsteingewänden | 18./19. Jh.                 |                  |                 |
| Wohnhaus (Teile)                | Wohnhaus (Teile)                | Am Rollefer Berg 9 Karte                            | Bruchsteinhaus mit Backsteingewänden | 19. Jh.                     |                  |                 |
| Bunker                          | Bunker                          | Am Rollefer Berg 19–21 Karte                        | Der Bunker des Regelbautyps 117 war für die Unterbringung eines militärischen Stabes im Westwallabschnitt zwischen Aachen-Königshügel u. Oberforstbach vorgesehen. Neben dem Arbeitsraum für Kommandanten und Adjutanten gab es Unterkünfte für den Art.-Off., Ordon.-Off., Nachricht-Off., sowie 1 Bereitschaftsraum, Funkräume, 1 Vorrats- und 1 Fernsprechraum. Hofseite z. T. verschüttet, oberer Teil d. re. Eingangs liegt frei. | 1938                        |                  |                 |
| Wohnhaus                        | Wohnhaus                        | Am Rollefer Berg 22 Karte                           | Fachwerkhof auf Bruchsteinsockel; Scheunenbau mit Schleppdach aus späterer Zeit | 17. Jh.                     |                  |                 |
| Wohnhaus                        | Wohnhaus                        | Bilstermühlerstraße 31 Karte                        | |                             |                  |                 |
| Kalkofen Bilstermühler Straße   | Kalkofen Bilstermühler Straße   | Bilstermühlerstraße Karte                           | Freistehender Trichterofen aus Bruchstein auf quadratischem Grund; 1950 Stilllegung, 1987 Restaurierung | vor 1900                    |                  |                 |
| Brücke über die Inde            | Brücke über die Inde            | Flur 04, Flurst.Nr. 117, Nähe Indeweg Karte         | |                             |                  |                 |
| Wohnhaus                        | Wohnhaus                        | Buschstraße 4 Karte                                 | Bruchsteinwinkelhof, Türschlussstein mit Jahreszahl 1769 | 1769                        |                  |                 |
| Wohnhäuser                      | Wohnhäuser                      | Buschstraße 20, 22 Karte                            | |                             |                  |                 |
| BW                              | „Gut Neuenhof“                  | Debyestraße 52–54 Karte                             | ehemalige Wasseranlage mit zweiflügeligem Wirtschaftshof in Bruchstein mit Blausteingewänden. Zweigeschossiges Herrenhaus in 9:2 Achsen mit Mansarddach aus der ersten Hälfte des 18. Jhs. besteht aus verputztem Backstein mit Werksteingewänden. Beide Wirtschaftsflügel durch Bruchsteinmauer mit Blausteintor verbunden, darüber Wappenstein mit der Jahreszahl 1712. Ersterwähnung der Anlage 1460; ursprünglich markierte der Schornstein des zum Gut gehörenden Backhauses einen Grenzpunkt der Gerichtsbezirke Kornelimünster, Eilendorf und Schönforst | 15. Jh./18. Jh.             |                  |                 |
| weitere Bilder                  | „Gut Haarhof“                   | Debyestraße 110 Karte                               | ehemaliger Rittersitz „Haar“; ab hier fließt der Haarbach oberirdisch; zum Hof gehörend die „Harner Mühle“, erwähnt im 13. Jh. (existenter Bauplan 1646) als Mahlmühle mit oberschlägigem Rad; Gebäude bis 1996 als Stall genutzt. Vierflügeliger Hof in Bruchstein mit zweigeschossigem Wohnhaus in Backstein; Obergeschoss der Wirtschaftsgebäude in Fachwerk; hofseitig Eisenanker mit Jahreszahl 176..., Um- und Anbauten im 20. Jh. | 18. Jh.                     |                  |                 |
| weitere Bilder                  | Kath. Pfarrkirche St. Donatus   | Donatusplatz Karte                                  | Nachfolgebau einer alten Kapelle aus dem Jahre 1761; Architekt: Dombaumeister Vincenz Statz; Neugotische Kirche mit Werksteinturm | 1879–1883                   |                  |                 |
| Wohnhaus                        | Wohnhaus                        | Eilendorfer Straße 35 Karte                         | Bruchsteinwinkelhof | Mitte 19. Jh.               |                  |                 |
| Wohnhaus (Teile)                | Wohnhaus (Teile)                | Eilendorfer Straße 42 Karte                         | Gruppe von zweigeschossigen Bruchsteinbauten | 18./19. Jh.                 |                  |                 |
| Wohnhäuser                      | Wohnhäuser                      | Eilendorfer Straße 44, 46 Karte                     | Gruppe von zweigeschossigen Bruchsteinbauten | 18./19. Jh.                 |                  |                 |
| Wohnhaus                        | Wohnhaus                        | Eilendorfer Straße 65–67 Karte                      | Bruchstein-Winkelhof, datiert auf Türschlussstein | 1794                        |                  |                 |
| Wohnhaus (Teile)                | Wohnhaus (Teile)                | Eilendorfer Straße 66 (Teile), 68 Karte             | Backsteinbau mit Tordurchfahrt rechts | 1. Hälfte 19. Jh.           |                  |                 |
| Wohnhaus                        | Wohnhaus                        | Eilendorfer Straße 70 Karte                         | Giebelständiges Bruchsteinhaus, datiert auf Türschlussstein | 1779                        |                  |                 |
| Wohnhaus                        | Wohnhaus                        | Eilendorfer Straße 79 Karte                         | Bruchsteinhaus mit Backsteingewänden | 19. Jh.                     |                  |                 |
| Wohnhaus                        | Wohnhaus                        | Eilendorfer Straße 85 Karte                         | Teil einer Reihe von Bruchsteinhäusern mit Backsteingewänden | 18./19. Jh.                 |                  |                 |
| Wohnhäuser                      | Wohnhäuser                      | Eilendorfer Straße 89, 91 Karte                     | Teil einer Reihe von Bruchsteinhäusern mit Backsteingewänden | 18./19. Jh.                 |                  |                 |
| Wohnhäuser                      | Wohnhäuser                      | Eilendorfer Straße 101, 103 Karte                   | Weiß geschlämmtes Bruchsteingebäude, datiert auf Türschlussstein von HsNr. 103 | 1672                        |                  |                 |
| Wohnhaus                        | Wohnhaus                        | Eilendorfer Straße 106 Karte                        | |                             |                  |                 |
| Wohnhäuser                      | Wohnhäuser                      | Eilendorfer Straße 111a, 113, 115 Karte             | Bruchsteinhaus mit Blausteingewänden. seitlicher Anbau, datiert im Türschlussstein | 1802                        |                  |                 |
| Freunder Stationskreuz          | Freunder Stationskreuz          | Freunder Landstraße / Ecke Eilendorfer Straße Karte | Hochkreuz betreut durch die Freunder Maijungend, 1981 instand gesetzt. Gliederkreuz aus belgischem Granit auf hohem Unterbau, die Kanten der Kreuzbalken gefasst, die Enden pyramidenförmig zulaufend; Kreuzschaft mit polygonalem Fuß über kuppelförmigem Anlauf, auf der Frontseite Konsole für Ewiges Licht. Darunter umlaufendes Gesims und hohes Postament auf zweistufiger Sockelplatte mit profilierter Segmentrahmung, in den Segmentfeldern auf allen vier Seiten Inschriften. Am Kreuz grisaille-artig gefasster Metallkruzifix, darüber metallene „INRI“-Plakette. Um das Kreuz herum reich gestaltete schmiedeeiserne Einfriedung auf niedrigem Blausteinsockel; über Eck nach Südwesten hin Zugang als zweiflügelig zu öffnendes Gitterelement mit Emblemen „IHS“ sowie brennendes Herz vor überkreuztem Anker und Kreuz. Das Kreuz wird flankiert durch zwei polygonale, verglaste Laternen für Kerzen auf hohen, verzierten schmiedeeisernen Ständern. | um 1900                     |                  | 3620            |
| Wohnhaus (Teile)                | Wohnhaus (Teile)                | Freunder Landstraße 9 Karte                         | Bruchsteinhaus mit Blausteingewänden, Türschlussstein mit Datum 1842, linksseitig moderner Anbau | 1842                        |                  |                 |
| Wohnhaus                        | Wohnhaus                        | Freunder Landstraße 26 Karte                        | rot geschlämmtes Backsteinhaus | Ende 19. Jh.                |                  |                 |
| Wohnhaus                        | Wohnhaus                        | Freunder Landstraße 44 Karte                        | Zweigeschossiges Bruchsteinhaus, später nach rechts eingeschossig um eine Achse verlängert | 18. Jh.                     |                  |                 |
| Wohnhaus                        | Wohnhaus                        | Freunder Landstraße 65 Karte                        | Fünfachsiges Backsteinhaus, linksseitig mit vierachsigem Anbau verlängert | 2. Hälfte 19. Jh.           |                  |                 |
| Wohnhaus (Teile; linker Trakt)  | Wohnhaus (Teile; linker Trakt)  | Freunder Landstraße 90 Karte                        | Bruchstein-Winkelbau; datiert mit Jahreszahl 1781 auf Türschlussstein | 1781                        |                  |                 |
| Wohnhaus (rechter Trakt)        | Wohnhaus (rechter Trakt)        | Freunder Landstraße 92 Karte                        | Bruchstein-Winkelbau; datiert mit Jahreszahl 1781 auf Türschlussstein | 1781                        |                  |                 |
| Wohnhaus                        | Wohnhaus                        | Grachtstraße 25 Karte                               | Rest einer dreiflügeligen Hofanlage in Bruchstein; | 18./19. Jh.                 |                  |                 |
| Brücke                          | Brücke                          | Grachtstraße Karte                                  | |                             |                  |                 |
| ehemaliges Pfarrhaus            | ehemaliges Pfarrhaus            | Hochstraße 9 Karte                                  | war ursprünglich an der alten Kirche angebaut, später nach Westen erweitert. Nach Abbruch der alten Kirche wurde ein neuer östlicher Eingang geschaffen | 1777                        |                  |                 |
| ehemalige Kaplanei              | ehemalige Kaplanei              | Hochstraße 12 Karte                                 | Bruchsteingiebelhaus mit Werksteingewänden | 2. Hälfte 19. Jh.           |                  |                 |
| Schul- und Sozialgebäude        | Schul- und Sozialgebäude        | Josefsallee 6 Karte                                 | Backsteingebäude, Mittelachse durch Lisenen gerahmt | 1893                        |                  |                 |
| ehem. Brander Bahnhof           | ehem. Brander Bahnhof           | Karl-Kuck-Straße 1 Karte                            | Station an der Vennbahn, der ehemaligen Industriebahn nach Luxemburg, 1982 stillgelegt, heute Ausflugslokal | 1885                        |                  |                 |
| Komericher Mühle                | Komericher Mühle                | Komericher Weg 44 Karte                             | ehemalige Kupfermühle (16./17. Jh.); ab 1803 als Tuchfabrik und Streichgarnspinnerei umgewidmet; bestehend aus Hofanlage in Backsteinbauweise, Shedhalle, Technikgebäude (Maschinenraum, Kesselgebäude) und Bürogebäude, von 2006 bis 2012 Textilmuseum Aachen | 19. Jh.                     |                  |                 |
| Wohnhaus (Teile)                | Wohnhaus (Teile)                | Krauthausener Straße 1 Karte                        | Teil des ehemaligen Zehnthof, Bruchstein-Wirtschaftsgebäude und Innenhof; früher von einer Mauer abgeschlossen, von der nur Reste und das große Blausteintor erhalten geblieben sind. | Anfang 19. Jh.              |                  |                 |
| Wohnhäuser                      | Wohnhäuser                      | Krauthausener Straße 3, 5 Karte                     | Teil des ehemaligen Zehnthof, dreiflügelige zweigeschossige weiß geschlämmte Anlage mit Blausteingewänden auf älterem Kern, OG Fachwerk; Jahreszahlen 1831 und 1841 in den Türschlusssteinen; | 1831/1841                   |                  |                 |
| Wohnhaus                        | Wohnhaus                        | Krauthausener Straße 15 Karte                       | Bruchsteinwinkelhof auf älterem Kern mit späteren Neuerungen | 16./17./18. Jh.             |                  |                 |
| Wohnhaus                        | Wohnhaus                        | Krauthausener Straße 16 Karte                       | Bruchsteinhaus, datiert im Türkeilstein | 1827                        |                  |                 |
| Wohnhaus                        | Wohnhaus                        | Krauthausener Straße 17 Karte                       | Bruchsteinhaus mit rückwärtigem Wirtschaftsgebäude | 1908                        |                  |                 |
| Wohnhäuser                      | Wohnhäuser                      | Krauthausener Straße 18, 18a (Teile) Karte          | Bruchsteinhaus mit Blausteingewänden, von ehemals fünf Achsen wurden zwei durch breite Fenster zusammengefasst | 19./20. Jh.                 |                  |                 |
| Wohnhäuser                      | Wohnhäuser                      | Krauthausener Straße 20, 22 Karte                   | Bruchsteinhof mit Backsteingewänden sowie Wirtschaftstrakt mit Tordurchfahrt; Türsturz von HsNr. 22 mit Jahreszahl 1741 | 1741/2. Hälfte 19. Jh.      |                  |                 |
| Wohnhaus                        | Wohnhaus                        | Krauthausener Straße 24 Karte                       | Bruchsteinhaus mit Blausteingewänden, datiert auf Türsturz | 1727                        |                  |                 |
| Wohnhaus                        | Wohnhaus                        | Krauthausener Straße 25 Karte                       | Giebelständiges Bruchsteinhaus mit Blausteingewänden | 18. Jh.                     |                  |                 |
| Wohnhaus                        | Wohnhaus                        | Krauthausener Straße 27 Karte                       | Bruchstein-Winkelhof mit giebelständigem Wohnhaus, datiert auf Türkeilstein | 1718                        |                  |                 |
| Wohnhaus                        | Wohnhaus                        | Krauthausener Straße 29 Karte                       | Bruchstein-Winkelhof mit giebelständigem Wohnhaus, datiert auf Türsturz | 1847                        |                  |                 |
| Wohnhaus                        | Wohnhaus                        | Krauthausener Straße 31 Karte                       | Giebelständiges Bruchsteinhaus | Ende 19. Jh.                |                  |                 |
| Wohnhaus                        | Wohnhaus                        | Krauthausener Straße 32 Karte                       | Bruchsteinbau mit roh gehauenen Quadern, datiert durch Eisenankern | 1880                        |                  |                 |
| Wohnhäuser                      | Wohnhäuser                      | Krauthausener Straße 33, 35, 37 Karte               | Dreiflügeliger Bruchsteinhof, Fassade mit Jahreszahl 1885 in Eisenankern, Torkeilstein mit der Jahreszahl 1886 und den Initialen „W. H. S. L.“ sowie auf dem Tor ein Adelswappen mit den Jahreszahlen „1373 – 1934“ | 1886 (Nr. 33) 1885 (Nr. 35) |                  |                 |
| Wohnhäuser                      | Wohnhäuser                      | Krauthausener Straße 34, 34A Karte                  | Bruchsteinhaus mit Blausteingewänden | 2. Hälfte 19. Jh.           |                  |                 |
| Wohnhaus                        | Wohnhaus                        | Krauthausener Straße 39 Karte                       | Giebelständiges Bruchsteinhaus | Anfang 19. Jh.              |                  |                 |
| Marktkreuz                      | Marktkreuz                      | Marktplatz Karte                                    | Ehemaliges Grabsteinkreuz für den Brander Pfarrer Johann Peter Hamacher (1795–1865) für 44-jähriges Wirken an der Pfarre St. Donatus, gewidmet von den Pfarrkindern, um 1932 an heutigen Standort transloziert und mit neuem Korpus versehen. Hohes neugotisches Gliederkreuz aus Sandstein, Stamm und Balken mit achteckigem Querschnitt, mit Akanthusblatt verzierte Enden mit stumpfer Spitze; Vierpass zu den Füßen, den Händen und dem Haupt des Korpus; Inschriftentafel ebenfalls vierpassförmig. Blausteinsockel mit vortretendem Mittelteil, darin Dreipass mit Kelchrelief; Konsole und zwei Podeste für Standbilder. | 1865                        |                  | 3622            |
| Marktschule Brand               | Marktschule Brand               | Marktplatz 25–27 Karte                              | erbaut nach Plänen des Gemeindebautechnikers Josef Wieczarkowiecz; zwölfachsiges und dreigeschossiges Schulgebäude mit Mittelrisalit mit Flachgiebel sowie mit ausgebautem Mansardwalmdach | 1922/23                     |                  |                 |
| Wohnhäuser                      | Wohnhäuser                      | Münsterstraße 104, 106 Karte                        | Giebelständige Bruchstein-Hausgruppe, HsNr 106 neue Fenstereinbauten und völlig verändert | 17./18. Jh.                 |                  |                 |
| Wohnhäuser                      | Wohnhäuser                      | Münsterstraße 115, 117, 119 Karte                   | Dreiflügeliger Bruchsteinhof | 1785                        |                  |                 |
| Wohnhaus                        | Wohnhaus                        | Münsterstraße 120 Karte                             | Bruchsteinhaus mit Blausteingewänden | 1866                        |                  |                 |
| Wohnhaus                        | Wohnhaus                        | Münsterstraße 159 Karte                             | Wohnstallhaus, OG in Fachwerk | Anfang 18. Jh.              |                  |                 |
| Wohnhaus                        | Wohnhaus                        | Münsterstraße 208 Karte                             | ursprünglich vierachsiges Bruchsteinhaus, links um eine Tür- und eine Fensterachse erweitert, datiert auf Türsturz | 1882                        |                  |                 |
| Wohnhaus                        | Wohnhaus                        | Münsterstraße 211 Karte                             | Bruchsteinhaus mit Anbauten | Mitte 19. Jh.               |                  |                 |
| Wohnhäuser                      | Wohnhäuser                      | Münsterstraße 221 (Teile), 223 Karte                | giebelständgies Bruchsteinhaus, OG Fachwerk, rückwärtiger Anbau, neuere Veränderungen | 18./19. Jh.                 |                  |                 |
| Wohnhaus (Teile)                | Wohnhaus (Teile)                | Münsterstraße 222–224 Karte                         | Winkelförmiger Bruchsteinhof von 1855 auf älterem Kern aus dem 17. Jh. | 1855                        |                  |                 |
| Wohnhaus (Teile)                | Wohnhaus (Teile)                | Münsterstraße 257a Karte                            | Bruchsteinhaus, zum Teil verändert, datiert lt. Türschlussstein | 1877                        |                  |                 |
| Wohnhäuser                      | Wohnhäuser                      | Münsterstraße 258, 260 Karte                        | Bruchstein-Doppelhaus mit Blausteingewänden | 18./19. Jh.                 |                  |                 |
| Wohnhäuser                      | Wohnhäuser                      | Münsterstraße 275, 277 Karte                        | Bruchstein-Doppelhaus mit Walmdach, OG Fachwerk | 18. Jh.                     |                  |                 |
| Wohnhaus                        | Wohnhaus                        | Münsterstraße 276 Karte                             | ursprüngliches Fachwerkhaus auf massivem Sockel, im 19. Jh. Frontbau vorgesetzt und alles in weiß geschlämmten Backstein geändert | 18./19. Jh.                 |                  |                 |
| Wohnhaus (Teile)                | Wohnhaus (Teile)                | Münsterstraße 284 Karte                             | Giebelständiges Bruchsteinhaus, rückwärtiger Gebäudeteil stark verändert | 1792                        |                  |                 |
| Wohnhaus                        | Wohnhaus                        | Münsterstraße 285 Karte                             | Giebelständiges Bruchsteingebäude, OG Fachwerk, zum Teil stark verändert | 18. Jh.                     |                  |                 |
| Wohnhaus                        | Wohnhaus                        | Münsterstraße 288 Karte                             | Giebelständiges Fachwerkhaus mit Krüppelwalmdach, Giebelseite in Bruchstein | 1553/1554                   |                  |                 |
| Wohnhaus                        | Wohnhaus                        | Münsterstraße 295 Karte                             | Giebelständiges Gebäude, OG Fachwerk | 1. Hälfte 18. Jh.           |                  |                 |
| Wohnhäuser                      | Wohnhäuser                      | Münsterstraße 297, 299 Karte                        | Bruchstein-Giebelhaus mit Blausteingewänden, Fenster erneuert, rückseitig Wirtschaftstrakt mit Toreinfahrt, datiert auf Türschlussstein | 1832                        |                  |                 |
| weitere Bilder                  | Vincenzkapelle                  | Münsterstraße Karte                                 | erbaut zum Schutze vor Erdbeben, geweiht dem Vinzenz Ferrer; 1889 und 1999 Grundsanierung und Umbau | 1756                        |                  |                 |
| Wohnhaus                        | Wohnhaus                        | Niederforstbacher Straße 57 Karte                   | Bruchsteinhaus mit Blausteingewä#nden, Tür mit doppelläufiger Treppe, datiert im Türschlussstein | 1800                        |                  |                 |
| Wohnhaus                        | Wohnhaus                        | Niederforstbacher Straße 61 Karte                   | Bruchsteinhaus mit Blausteingewänden, links Backstein-Toreinfahrt mit Postamente, Kämpfer und Torkeilstein mit Jahreszahl | 1883                        |                  |                 |
| Wohnhäuser                      | Wohnhäuser                      | Niederforstbacher Straße 62, 64 Karte               | Doppelhaus in Bruchstein, fenster im Og mit Holzblockrahmen erneuert | 1825                        |                  |                 |
| Niederforstbacher Stationskreuz | Niederforstbacher Stationskreuz | Niederforstbacher Straße, am Kreisverkehr Karte     | Stationskreuz in Form eines Gliederkreuzes in belgischem Granit, hoher Sockel mit angestuftem Fuß und vielfältig profiliertem Abschlussgesims über umlaufendem Mäanderfries; im Mittelteil des Postaments verziertes Kreuzrelief, größtenteils von einer Inschriftentafel aus poliertem, schwedischen Granit verdeckt; darunter halbrunde Konsole mit Laterne für ewiges Licht. Korpus aus Kupferblech um Eisenkern, darüber Inschriftentafel. Sockel-Inschrift: „Heiliges Kreuz, unsere einzige Hoffnung sei gegrüßt. Mein Jesus Barmherzigkeit 1908“ | 1908                        |                  | 3621            |
| Wohnhaus                        | Wohnhaus                        | Pützgasse 5 Karte                                   | Bruchsteinhaus mit Figurennische über Tür | 1869                        |                  |                 |
| Wohnhaus                        | Wohnhaus                        | Pützgasse 20 Karte                                  | ehemals Fachwerkhaus, später umgebaut in Bruchstein mit Backstein, rückseitig massiver Stallanbeu, zudem moderner Anbau neueren Datums | 18. Jh.                     |                  |                 |
| Wohnhaus                        | Wohnhaus                        | Pützgasse 36 Karte                                  | weiß geschlämmtes Bruch- und Backsteinhaus, OG Fachwerk | 18. Jh.                     |                  |                 |
| Wohnhaus                        | Wohnhaus                        | Ringstraße 5                                        | Bruchsteinhaus mit Blausteingewänden | 19. Jh.                     |                  |                 |
| Wohnhaus                        | Wohnhaus                        | Ringstraße 7                                        | Bruchsteinhaus mit Backsteingewänden | 19. Jh.                     |                  |                 |
| Wohnhaus                        | Wohnhaus                        | Ringstraße 25                                       | ehemals seitlicher Toreinfahrt, Torbogen wurde verändert, rechtsseitig niedriger Anbau | 18. Jh.                     |                  |                 |
| Wohnhaus                        | Wohnhaus                        | Ringstraße 31                                       | Vierflügeliger Backsteinhof mit Blausteinfensterbänken | 19. Jh.                     |                  |                 |
| Wohnhaus (Teile)                | Wohnhaus (Teile)                | Ringstraße 39                                       | Bruchsteinhaus mit zwei Eingangstüren und Tordurchfahrt rechts | 19. Jh.                     |                  |                 |
| Wohnhaus                        | Wohnhaus                        | Ringstraße 41                                       | Weiß geschlämmtes Bruchsteinhaus mit Scheunenanbau, dortige Toreinfahrt wurde später verändert | 18. Jh.                     |                  |                 |
| Wohnhäuser                      | Wohnhäuser                      | Ringstraße 107, 109 Karte                           | Bruchsteinhäusergruppe; Jahreszahlen 1814 (HsNr.: 107) und 1842 (HsNr.: 109) datiert auf Türsturz | 1814/1842                   |                  |                 |
| Wohnhäuser                      | Wohnhäuser                      | Ringstraße 111a, 113 Karte                          | Bruchsteinhäusergruppe; Jahreszahl 1778 auf Türkeilstein HsNr. 111 | 1778                        |                  |                 |
| Wohnhaus                        | Wohnhaus                        | Ringstraße 117 Karte                                | Giebelständiges Bruchsteinhaus, traufseitig Fachwerk im OG | 18. Jh.                     |                  |                 |
| Wohnhaus                        | Wohnhaus                        | Ringstraße 119 Karte                                | Gieeblständiges Bruchsteinhaus, Obergeschoss Holzgewände | 18. Jh.                     |                  |                 |
| Wohnhaus                        | Wohnhaus                        | Ringstraße 163 Karte                                | Bruchstein-Giebelhaus mit Krüppelwalmdach | 19. Jh.                     |                  |                 |
| Wohnhaus                        | Wohnhaus                        | Ringstraße 175, 179 Karte                           | Wohnstallhaus mit Winkelhof | 18. Jh.                     |                  |                 |
| Wohnhaus und Wirtschaftsgebäude | Wohnhaus und Wirtschaftsgebäude | Rollefstraße 13 Karte                               | |                             |                  | 3627            |
| Wohnhaus                        | Wohnhaus                        | Rollefstraße 14 Karte                               | ehemaliger Teil der Hofanlage Ringstraße 175 |                             |                  | 3662            |
| Wohnhaus                        | Wohnhaus                        | Rollefstraße 54 Karte                               | Bruchsteingiebelhaus; Erdgeschoss wurde zum Teil verändert | 18./19. Jh.                 |                  |                 |
| Wohnhaus                        | Wohnhaus                        | Rollefstraße 64 Karte                               | Bruchsteinhaus mit vermauerter Korbbogen-Toreinfahrt rechts | Mitte 19. Jh.               |                  |                 |
| Wohnhaus                        | Wohnhaus                        | Schroufstraße 56a Karte                             | Weiß geschlämmtes Bruchsteinhaus, OG mit Fachwerk | 17./18. Jh.                 |                  |                 |
| Wohnhaus                        | Wohnhaus                        | Schroufstraße 79 Karte                              | Giebelständiges Haus, EG Bruchstein, OG Fachwerk; niedriger Anbau | 18. Jh.                     |                  |                 |
| Wohnhaus                        | Wohnhaus                        | Trierer Straße 610 Karte                            | Bruchsteinhaus mit Blausteingewänden | 1. Hälfte 19. Jh.           |                  |                 |
| Wohnhaus                        | Wohnhaus                        | Trierer Straße 625–627 Karte                        | Doppelhaus mit verbreiterter und risalitartig betonter Mittelachse, seitliche Eingänge, Fassade verputzt mit Kunststoffverzierungen | Anfang 20. Jh.              |                  |                 |
| Wohnhaus                        | Wohnhaus                        | Trierer Straße 626 Karte                            | |                             |                  |                 |
| Wohnhaus                        | Wohnhaus                        | Trierer Straße 644 Karte                            | Bruchsteinhaus mit Blausteingewänden, datiert lt. Türkeilstein | 1818                        |                  |                 |
| Wohnhaus (Teile)                | Wohnhaus (Teile)                | Trierer Straße 648 Karte                            | Bruchsteinhaus mit Blausteingewänden, datiert auf Türkeilstein | 1830                        |                  |                 |
| Wohnhaus                        | Wohnhaus                        | Trierer Straße 652–654 Karte                        | ehemaliger Verwaltungssitz des Wasserwerkes des Kreises Aachen; Architekt: Theodor Veil, zwei dreigeschossige, fünfachsige Häuser, Obergeschosse in Backstein mit Stuckverzierungen und Erkern | 1923/1924                   |                  |                 |
| Wohnhaus (Teile)                | Wohnhaus (Teile)                | Trierer Straße 660 Karte                            | Wohnstallhaus mit Toreinfahrt rechts | 19. Jh.                     |                  |                 |
| „Gut Weiern“                    | „Gut Weiern“                    | Trierer Straße 695–699 Karte                        | Bruchsteinhof mit Blausteingewänden | um 1800                     |                  |                 |
| Wohnhaus                        | Wohnhaus                        | Trierer Straße 702 Karte                            | Bruchsteinhaus mit Blausteingewänden | 2. Hälfte 19. Jh.           |                  |                 |
| Wohnhäuser                      | Wohnhäuser                      | Trierer Straße 711, 713, 715 (Teile) Karte          | Bruchsteinhäuser mit Blausteingewänden, HsNr. 115 rot geschlämmt | 19. Jh.                     |                  |                 |
| Wohnhaus (Teile)                | Wohnhaus (Teile)                | Trierer Straße 791 Karte                            | Bruchsteinhaus; Erdgeschoss wurde zum Teil verändert | 18./19. Jh.                 |                  |                 |
| Wohnhaus (Teile)                | Wohnhaus (Teile)                | Trierer Straße 821 Karte                            | Bruchsteinhaus, datiert laut Türkeilstein, rechtsseitig Anbau mit Pultdach | 1816                        |                  |                 |
| preuß. Meilenstein (Teile)      | preuß. Meilenstein (Teile)      | Trierer Straße Karte                                | Neubau auf den Fundamenten des alten Steins, in den 30er Jahren zerstört; Er trug den preußischen Adler mit der Aufschrift „Aachen 1 Meile“ | napoleonische Zeit / 1980   |                  |                 |
| preuß. Viertelmeilenstein       | preuß. Viertelmeilenstein       | Trierer Straße Karte                                | |                             |                  |                 |
| Stationskreuz                   | Stationskreuz                   | Trierer Straße (vor HsNr. 805) Karte                | Neugotisches, dreiteiliges Stationskreuz. Der hochrechteckige Sockel hat ein vertieftes Schriftfeld und schließt mit einer Wasserschrägen ab. Darauf ein zurückversetzter, hochrechteckiger Aufsatz mit spitzbogiger Konche und Sakramentskonsole, die mit Akanthusblättern verziert ist. Über einer vorstehenden Wasserschräge steht das Kreuz mit Nasen an Kreuzstamm und -balken und Diamantschnitt an den Kreuzenden. Korpus in Viernagelform und mit Inschrifttafel. Inschrift: „Dieses Zeichen des Kreuzes wird am Himmel sein, wenn der Herr zum Gerichte kommen wird.“ |                             |                  |                 |
| weitere Bilder                  | Viadukt über Rollefbachtal      | Vennbahnweg Karte                                   | 6-bogiger Bruchsteinviadukt, Wangen mit Blaustein; Teil der ehemaligen Industriebahn nach Luxemburg | 1885                        |                  |                 |
| Wohnhaus                        | Wohnhaus                        | Wolferskaul 2a Karte                                | Kernbau datiert mit 1812 auf Schlussstein der Nebentür, Erweiterung datiert mit 1860 auf Schlussstein der Haupttür | 1812/1860                   |                  |                 |
| Wohnhäuser                      | Wohnhäuser                      | Zehntstraße 37, 39 (Teile) Karte                    | Bruchsteinhaus mit Tordurchfahrt rechts, datiert auf Torschlussstein | 1878                        |                  |                 |
| Wohnhaus                        | Wohnhaus                        | Zehntstraße 43 Karte                                | Bruchsteinhaus mit Backsteinfassade | Ende 19. Jh.                |                  |                 |
| Wohnhaus (Teile)                | Wohnhaus (Teile)                | Zehntweg 78 Karte                                   | |                             |                  |                 |